# STARRY PLANET☆
STARRY PLANET☆은 아이카츠 플래닛!에서 주요 인물들을 연기하는 배우들로 구성된 아이돌 유닛이다. 음반소속사:란티스, 8인의 개인 소속사:스타더스트 프로모션. 이 그룹의 멤버인 미즈키와 에이미는 트위터를 하고 있다.

## 멤버
- 나가오 시즈네(최연장자및리더) - 우메코지 쿄코/비트
- 우노 나루미(최연장자및서브리더) - 히나타 메이사/로즈, 과거에 시리츠에비스추가쿠의 졸업생
- 다테 카아야(최연소) - 오토하 마오/하나, 이키나리 토호쿠산의 멤버
- 미즈키(최연장자및서브리더) - 츠키시로 아유미/큐피트, 과거에 시리츠에비스추가쿠의 졸업생
- 우노 루리카(최연소) - 이토이 사라/사라
- 오구라 리오(최연소) - 타마키 루리/루리
- 와타나베 리온(최연소) - 모토야 시오리/시오리

### 전 멤버
- 에이미(최연소) - 쿠리무안/안
  - 2023년 3월 31일, 소속사 퇴사에 따라 탈퇴.

## 음원
- Bloomy*スマイル(Bloomy*스마일)-op
- キラリ☆パーティ♪タイム(반짝☆파티♪타임)-ed
- HAPPY∞アイカツ!(HAPPY∞아이카츠!)
- HAPPY∞アイカツ!(HAPPY∞아이카츠!)- 메이사
- HAPPY∞アイカツ!(HAPPY∞아이카츠!)-마오&큐피드
- HAPPY∞アイカツ!(HAPPY∞아이카츠!)-마오&루리
- Bloomy*スマイル(Bloomy*스마일)-마오&루리
- キラリ☆パーティ♪タイム(반짝☆파티♪타임)-마오&쿄코
- HAPPY∞アイカツ!(HAPPY∞아이카츠!)-마오&쿄코
- HAPPY∞アイカツ!(HAPPY∞아이카츠!)-큐피드
- FLYING TIPS-마오&큐피드
- Magical Door-루리&시오리